# 진군가 (대한민국의 노래)
〈진군가〉는 1952년에 유호가 작사하고 이흥렬이 작곡한 대한민국 육군의 군가이다.